# Nikon Coolpix P90
La Nikon Coolpix P90 è una fotocamera digitale che è stata lanciata dall'azienda nipponica Nikon il 3 febbraio 2009 come versione migliorata della Nikon Coolpix P80. Si tratta di una fotocamera digitale CCD da 12 megapixel con obiettivo zoom 24× fisso che consente di estendere l'ingrandimento dell'immagine oltre dodici volte, con l'obiettivo in vetro Nikkor ED, con stabilizzazione dell'immagine per la riduzione delle vibrazioni (VR).
Un anno dopo, nel marzo 2010, la fotocamera è stata sostituita dal modello P100. Il notevole miglioramento della P100 è dovuto all'uso di un sensore di immagine CMOS con una migliore sensibilità alla luce e con meno rumore video, ma con una risoluzione inferiore di soli 10 MP.
La fotocamera ha un display LCD da 3 pollici (76 mm) che può essere piegato di 45 gradi verso il basso e 90 gradi verso l'alto per facilitare le riprese sopra la testa o in basso a terra. Il mirino elettronico per occhiali ha la stessa risoluzione del display LCD.
La maggior parte delle funzioni viene dal modello P80.